# Guglielmo Giovannini
Guglielmo Giovannini (17. prosinec 1925 Castello d'Argile, Italské království – 17. červenec 1990 Bologna, Itálie) byl italský fotbalový obránce.
Celkem deset sezon odehrál za Bolognu. Nastoupil do 253 prvoligových utkání a v nich vstřelil 2 branky. Poslední sezonu 1959/60 odehrál coby trenér-hráč za Maceratese ve třetí lize.
Za reprezentaci odehrál dvě utkání a to na OH 1948.
V roce 1962 nastoupil k instruktorům FIGC na pozici učitele fotbalové techniky u příležitosti kvalifikačních kurzů jako trenér. V roce 1976 přijal pozici technického trenéra Národní ligy Serie C a tuto funkci zastával až do roku 1990, kdy zemřel.

## Úspěchy

### Reprezentační
- 1× na OH (1948)